# Mor sjunger
Mor sjunger är ett album från 1975 av den kristna sångaren Artur Erikson. Större delen av sångerna är hämtade från tidigare EP-skivor och där en del av dessa gjorts i nya versioner.

## Låtlista

### Sida 1
1. Den sången som min mor har lärt mig sjunga
2. Det växte en blomma
3. Vi har fått en barnavän
4. Morgon mellan fjällen
5. Var är biljetten
6. Lilla svarta Sarah
7. Bred dina vida vingar

### Sida 2
1. Vi tågar till Sion
2. Så bistert kall sveper nordanvinden
3. Hur underlig är du i allt vad du gör
4. Löftesstjärnor
5. När han kommer
6. Mor sjunger